# 紅忍 血河の舞
『紅忍 血河の舞』（れっどにんじゃ けっかのまい）は、2005年3月3日に発売されたPlayStation 2専用ゲームソフト。
北米・欧米では『Red Ninja: End of Honor』として、PlayStation 2とXbox（この版は日本未発売）で発売されている。

## 概要
業界初のセクシーワイヤーアクションと銘打って発売された本作は、攻撃・移動に使える鉄弦、誘惑、壁走りとすばやい移動でくノ一らいしいプレイを体験することができる。
北米版では、鉄弦で敵を斬り殺すと「首」「胴」「足」の三箇所で部位切断が行われるなど、日本版とは多少違いがある。
また、部位切断も出血も起こらないドイツ版も存在する。
日本での発売に際して色々なキャンペーンが行われた。秋葉原では紅忍珈琲処（れっどにんじゃかふぇ）と称し、期間限定で主人公の紅のコスプレをした店員が接客をし、店内でプロモーションを流すなどしていた。
またレースクイーンの橋爪友里（その後さくらいゆりに改名）が紅に扮してゲーム誌にアピールを行うなどもされた。しかしながら売れ行きは芳しくなく日本版公式サイトも閉鎖され、攻略本なども出ていない。
クリア特典や（アイテムなどの）引継ぎが無いためやりこみ要素は少ない。
- 制作：Vivendi Universal Games
- 開発：トランジスタジオ
- ディレクター：高木謙一郎
- キャラクターデザイン：D.K
- 演出・脚本：佐藤信介/トランジスタジオ
- テーマソング：石田燿子/Foolish Dream

## キャラクター
紅（くれない）
声 - 安達祐実 / 工藤夕貴(北米版)
本作の主人公。武田の鉄砲技師の一女として生まれる。父の死後忍びの里で育つ。紅の主な任務は暗殺とされているうようで、後述する明美とは明らかに装備などが異なる。ゆったりした着物の袖口には暗器、鉄絃が仕込まれておりこれを主武器として戦うようだ。また、肉体的にも恵まれておりふくよかな乳房と臀部、美しい脚はくのいちとしては天賦のものであろう。その巨乳を小さな着物に押し込んで、脚と下着を惜しむことなく見せながら敵を翻弄する。忍の里で初めて出会った明美を実の妹のように慕っている。
明美
声 - 小林沙苗
主人公と同じく武田に仕える忍び。蟲使いであり蝶を操る。その蝶は行く先々で紅に様々な助言をくれる。紅と異なり偵察・斥候などの任に当たり、先行して潜入してサポートすることが多いようだ。任務が進むにつれ、危険を顧みず様々な忍具を紅に渡してくれる。それは明美にとってもまた姉同然の存在であるからだろう。体格は小柄であり、紅に比べてスレンダーである。偵察任務が主体のためか紅と異なり武器をそれほど携行していないようだ。紅がゆったりした袖を持つ着物であるのに対し明美は袖のまったく無い仕様になっている。紅に比べ、精神的に幼い面があり時として無謀な行動をしてしまうようである。その性格ゆえ本作においても悲劇を招いてしまう。
千代女(ちよめ)
声 - 永島由子
武田信玄に仕え、武田忍軍の長である。信玄は勿論その息子、勝頼からも一目置かれる存在である。紅を助け、忍びに育てた人間でもある。立場からだけでなく個人的にも信玄に絶対の忠誠を誓っている。しかしながら息子の勝頼とは相容れないものがあるようである（勝頼の項参照）。紅に織田が入手(開発)した新型兵器を破壊、もしくは奪取するように命じる。忍軍の長であるだけにその実力は強大なものである。彼女の実力は本作中で見られるであろう。また信玄への究極の忠誠を具現化させた行動も考えさせられるものがある。
善三
声 - 加瀬康之
紅たちと同じく武田の忍。紅と明美の指導者的な立場。彼女らに的確な助言を与えたり、指示を下したりする。忍びの掟や任務には常に忠実で、ともすると情に流されがちな彼女ら2人とは違い、冷静に与えられた役目をこなす。一方で、時折紅たちへ思いやりある配慮を見せることも怠らない。作中、彼が父から譲り受けた「ツキ」を呼ぶ刀を紅に譲ったり、敵に捕らわれた明美を救出するために紅に1日の猶予を与えたりしている。洞察力、戦略眼にも優れ、勝頼にも何度か諫言、献策をしている。そして、物語の最後には、その優れた判断力を発揮し、決断を下す。その姿は紅に深い感銘を与えたはずである。
銀兵衛
声 - 青山穣
紅の父リョウの弟子。リョウとともに新型鉄砲の開発に携わった。優れた技術者であり、リョウ亡き今、新型鉄砲製作には図面だけでなく彼の腕が必要である。リョウが殺害されたときに行方をくらまし、死んだものとされていたが、実は生きており、織田の工場で鉄砲を造らされていた。
武田勝頼
声 - 青木誠
父信玄に代わって武田家を指揮する。周囲からは偉大だった父信玄に比べあまりに器が小さく無能だとされたが、そのことは誰よりも本人が最も承知していた。そのため、信玄の部下である千代女をはじめとする忍たちを忌み嫌い、新型鉄砲の入手に執着する。銀兵衛の造る新型鉄砲さえあれば天下は彼のものとなるであろう。だが、彼が一度鉄砲を手にしたらそれだけでは終わらないと、千代女は考えているようである。

## アイテム
- ゲーム中で登場するアイテム類。使用して初めて効果を表すものもあれば、持っているだけでよいものもある。

### 忍具
くない
小型の刃物。敵に投げつけてわずかながらダメージを与えるだけでなく、壁などに当てて物音を立て、敵の注意をそらすこともできる。
薬
使うと体力を少し回復することができる。回復量は体力の最大値の半分に満たない程度。強敵相手ではピンチになってから使ったのでは遅い場合もある。
秘薬
ひとつ使っただけで体力を大幅に回復することができる。瀕死の状態でもほぼ全快近くまで回復。入手はそれほど困難でもないので、薬では回復が追いつかないときには惜しまず使うべき。
煙玉
投げつけると煙を出し、敵の目をくらましてしばらくの間足止めすることができる。
吹き矢
毒矢を放ち、その毒で敵を苦しめ動きを一時封じる。こちらに気付いていない敵の頭部に近距離から命中させれば、一撃で殺す（瞬殺という）こともできる。ただし、しっかりと鎧兜を身につけた上級兵士には効果がなく、逆に存在を知らせてしまうだけである。
鉤
鉄弦に取り付け、要所要所に引っかけてぶら下がることができる。主な使い方として、ぶら下がりながら振り子のように前後に揺れ、その勢いで前方に飛び、通常のジャンプでは到達できない高所や遠い地点へ移動するというものがある。その他にも多彩な用途があり、攻略には欠かせない。
お守り
身につけておけば、戦闘などで死亡したとき、一度だけ体力全快の状態で復活することができる。ただし、転落死の場合は効果がない。
鉄爪
狭い通路など使える場所は限られるが、装備していれば天井に張りつくことができる。天井で敵を待ち伏せ、頭上から奇襲をかけて瞬殺したり、やり過ごしたりすることができる。
水蜘蛛
装着すると水面を歩くことができる。ただし、歩く以外の一部行動に制限を受ける。水からあがったらすみやかにはずした方がよい。
緋走
空を飛ぶかのように高くジャンプすることができる。
気遁
姿を消すことができる。ただし、立ち止まっているかゆっくり歩いている間のみ有効である。
遠眼鏡
その名の通り遠くを見ることができる、望遠鏡。ゲームを進めれば途中で自動的に手に入り、それ以後いつでも使用可能になる。
忍装束
身につけると敵の矢での攻撃を無効にし、銃弾もダメージを軽減することができる。遠眼鏡と同じくゲームを進めれば自動的に身につけることになる。また、ゲーム画面内での姿も当初の赤い着物姿からこの装束の姿に変わる。入手はゲーム終盤となるが、その後はエンディングまでこの姿（一部のシーンをのぞく）となる。

### その他アイテム
玄米
体力ゲージの最大値が上がる。
梅干
忍術ゲージの最大値が上がる。
分銅
鉄弦に取り付けて使う。敵を殴りつけて意識を朦朧とさせる他、敵の首に巻きつけ、天井の梁などにぶら下げて息の根を止めたり、足に巻きつけて引き寄せ、川などに落としたりするなど様々な使い方がある。ゲーム中で使い方の解説があるのでそちらを参照されたい。

## 忍術
- 忍術ゲージがなくなるまで、またはその前に任意に発動を止めるまで持続する。詳しいことはゲーム中で解説がある。

神速
周囲の時の流れを操り、敵の目にも止まらない動きで行動できる。ゲーム上では、紅以外の全ての敵の動きがほとんど止まっているくらいにゆっくりになる。
死蝶の舞
大勢の敵に囲まれたときに発動可。舞うような鮮やかな動きで周囲の敵を一掃できる。発動条件がやや厳しい分効果は絶大。

## テーマソング
FOOLISH DREAM
- 作詞：Rebecca Kneubuhl,Jeannie Lurie
- 訳詞：石田燿子
- 作･編曲：Rebecca Kneubuhl,Jeannie Lurie

石田燿子の海外ライブを見たプロデューサーにぜひ日本語で歌ってほしいと依頼され、翻訳、製作されたという経緯がある。彼女のセカンドアルバム、all of meに収録。